# سینوویت دوطرفه سرم منفی بهبودیابنده همراه با ورم گوده‌گذار
سینوویت دوطرفه سرم منفی بهبودیابنده همراه با ادم گوده‌گذار (به انگلیسی: Remitting seronegative symmetrical synovitis with pitting edema یا گاهی اوقات RS3PE) یک نشانگان نادر است که با پلی آرتریت (التهاب چندین مفصل) دوطرفه، سینوویت (التهاب غشای زلاله‌ای)، ورم حاد گوده‌گذار پشت دست‌ها و/یا پاها و فاکتور روماتوئید منفی سرم مشخص می‌شود. اگر برای این بیماری هیچ اختلال زمینه‌ای را نتوان شناسایی کرد (RS3PE بدون علت)، پیش‌آگهی آن عالی و پاسخ آن به درمان خوب است.
RS3PE به‌طور معمول مفاصل اندام‌ها، به ویژه مفاصل کف و بندهای انگشت نزدیک دست، مچ دست، شانه، آرنج، زانو و مچ پا را درگیر می‌کند. این نشانگان در افراد مسن شایع‌تر است و در اکثر مطالعات میانگین سنی بیماران بین ۷۰ تا ۸۰ سال است. پراکندگی آن در مردان بیشتر از زنان با نسبت ۲:۱ است. شیوع آن در حال حاضر مشخص نیست.

## علائم و نشانه‌ها
افراد مبتلا به RS3PE معمولاً دوره‌های مکرر التهاب پوشش مفاصل زلاله‌ای و تورم قسمت انتهایی اندام‌ها را دارند. بازوها و دست‌ها بیشتر از ساق پا و پا درگیر می‌شوند. معمولاً هر دو طرف درگیر هستند، اگرچه RS3PE می‌تواند در موارد خاص فقط یک طرف را تحت تأثیر قرار دهد.

## علل
RS3PE می‌تواند توسط شرایط بسیاری ایجاد شود. از آنجایی که هیچ آزمایش تشخیصی قطعی برای وجود ندارد، پیش از تشخیص این بیماری نادر، باید سایر شرایط را رد کرد.
تشخیص افتراقی اصلی پلی‌میالژیا روماتیکا (PMR) است، اگرچه درد، سفتی و ضعف در سطح شانه‌ها و کمربند لگنی همراه با علائم سیستمیک مرتبط (تب، ضعف، خستگی، کاهش وزن) در آن بیشتر از PMR است. مطالعات آینده‌نگر زیر گروهی از بیماران PMR را با ورم دست و همچنین شباهت‌های دیگر پیدا کرده‌اند. بنابراین، RS3PE به عنوان یک وضعیت مرتبط با PMR یا حتی اینکه هر دو بخشی از یک اختلال هستند، پیشنهاد شده‌است. با این حال، PMR معمولاً به دوره‌های طولانی استروئید نیاز دارد، در حالی که کورتیکواستروئیدها را می‌توان با بهبودی مداوم در RS3PE سریعتر کاهش داد.
سایر اختلالات روماتولوژیکی که می‌توانند باعث ایجاد ویژگی‌های معمول برای RS3PE شوند عبارتند از روماتیسم مفصلی دیررس (سرم منفی)، سارکوئیدوز حاد، اسپوندیلیت آنکیلوزان و سایر بیماری‌های اسپوندیلوآرتروپاتی مانند آرتروپاتی پسوریاتیک، بیماری بافت همبند مختلط، کندروکلسینوز ناشی از آرتروپاتی آمیلوئیدوز.
RS3PE در بیماران مبتلا به سرطان (لنفوم غیرهاجکین، سرطان معده، سرطان پانکراس، سرطان ریه، سرطان سینه، سرطان روده بزرگ، سرطان پروستات، سرطان مثانه و غیره) ثبت شده‌است. سایر اختلالات زمینه‌ای شامل واسکولیت‌ها مانند پلی‌آرتریت ندوزا است.
علل دیگر ادم عبارتند از نارسایی قلبی، هیپوآلبومینمی، سندرم نفروتیک و استاز وریدی. ویژگی اصلی متمایز این است که این شرایط با ادم گوده‌گذار در پشت دست ظاهر نمی‌شوند.

## بیماری‌زایی
مکانیسم بیماری (پاتوفیزیولوژی) RS3PE ناشناخته باقی مانده‌است. یک مطالعه نقش احتمالی برای فاکتور رشد اندوتلیال عروقی را پیشنهاد کرد. یک مطالعه با استفاده از تصویربرداری رزونانس مغناطیسی (MRI) نشان داد که تنوسینوویت اکتنسورهای دست و پا عامل اصلی ایجاد ادم است.

## تشخیص
سونوگرافی و ام‌آرآی دست‌ها و/یا پاها به عنوان تحقیقات تشخیصی مفید در RS3PE پیشنهاد شده‌است.
برخی از مطالعات RS3PE را به HLA-B27 مرتبط می‌کنند، در حالی که برخی دیگر اینطور نمی‌دانند.

## درمان
RS3PE به کورتیکواستروئیدها با دوز پایین، با بهبودی پایدار و اغلب کامل، عالی پاسخ می‌دهد. از داروهای ضدالتهاب غیر استروئیدی (NSAID) نیز استفاده شده‌است. هیدروکسی کلروکین در برخی موارد مؤثر بوده‌است.

## تاریخ
در مقاله‌ای که در سال ۱۹۸۵ در مجله انجمن پزشکی آمریکا منتشر شد، مک‌کارتی و همکارانش برای اولین بار یک سری از بیماران مبتلا به این اختلال را توصیف کردند که برای آن مخفف RS3PE را ابداع کردند. در ابتدا تصور می‌شد که RS3PE نوعی روماتیسم مفصلی سرم منفی است، اما اکنون اعتقاد بر این است که یک نشانگان جداگانه است.